# Nonano
Con il termine nonano (o ennano o nonecano) ci si riferisce ad un qualunque alcano avente formula bruta C9H20 o ad una qualunque miscela di più composti corrispondenti a tale formula (isomeri strutturali) o per antonomasia all'isomero lineare, chiamato più propriamente n-nonano.
A temperatura ambiente si presenta come un liquido incolore dall'odore caratteristico. È un composto chimico infiammabile, nocivo.